# Windbreaker
En windbreaker eller vindjakke er en jakke eller frakke, der er designet til at kunne klare vind og let regn. De normalt i en letvægtskonstruktion og er fremstillet i en form or synetiske fibre. De har ofte elastik omkring livet og for enden af ærmerne for at forhindre vind i at slippe ind under stoffet, og er normalt udstyret med en lynlås som lukkemekanise.
Nogle jakker og frakker kan inkluderer en type windbreaker i foret, som kan fjernes, hvis man ønsker det. Nogle windbreaker inkluderer en hætte, der enten kan tages af eller rulles sammen og gemmes væk omkring nakken. Mange windbreakere har også store lommer på ydersiden eller indersiden, så man kan opbevare genstande i ly for vejret. De giver en let til moderat isolering, og ligger således et sted mellem en sweater og en overfrakke.
De bæres normalt i varmere perioder, hvor man kan forvente vind eller regn, eller som en del af flere lag tøj i koldere perioder. Et studie fra 2012 viste, at brugen af windbreaker både som bukser og jakke forsinker risikoen for hypotermi, når brugeren oplever uventet kolde temperaturer.